# Горьковский край
Горьковский край (до 1932 года — Нижегородский край) — административно-территориальная единица РСФСР, существовавшая в 1929—1936 годах. Административный центр — город Горький.

## История
Образован как Нижегородский край 15 июля 1929 года в результате объединения Нижегородской области, Марийской автономной области, Вотской автономной области и Чувашской АССР.
Первоначально территория области делилась (помимо национальных автономий) на 7 округов, которые, в свою очередь, делились на районы.
23 июля 1930 года все округа Нижегородского края были упразднены, а их районы подчинены непосредственно краевым властям.
1 октября 1931 года имелось:
- автономных республик — 1 (Чувашская АССР)
- автономных областей — 2 (Марийская АО и Вотская (Удмуртская) АО)
- районов — 145
- сельсоветов — 3718
- городов — 35, в том числе выделенных в самостоятельные административно-хозяйственные единицы — 5 (г. Нижний Новгород — 350 251 жит., г. Ижевск — 98 205 жит., г. Вятка — 73 534 жит., с подчинёнными сельсоветами — 161 642 жит., г. Чебоксары — 12 246 жит., г. Йошкар-Ола — 7600 жит.)
- рабочих посёлков — 19
- сельских населённых пунктов — 41 773

На 1 января 1931 население края — 7 753 900 чел., в том числе 1 066 100 — городское (15,9 %), плотность населения — 29,1 чел/кв.км, площадь — 266 920 км².
Крупными населёнными пунктами Нижегородского края были также:
- г. Дзержинск — 37 689 жит.
- г. Муром — 26 837 жит.
- г. Алатырь — 22 680 жит.
- рп Кулебаки — 21 088 жит.
- г. Арзамас — 21 036 жит.
- г. Павлово — 20 632 жит.

1 февраля 1932 года ВЦИК постановил исключить Кумёнский район из числа районов Нижегородского края. 7 октября 1932 года в связи с переименованием Нижнего Новгорода в Горький, Нижегородский край переименован в Горьковский.
7 декабря 1934 года из восточных и северо-восточных районов Горьковского края и западных районов Свердловской области была выделена новая административно — территориальная единица — Кировский край с Удмуртской автономной областью в том числе.
5 декабря 1936 года Горьковский край был разделён на Горьковскую область, Чувашскую АССР и Марийскую АССР, преобразованную из автономной области.

## Административное деление
В 1929—1930 годах в состав края входили Чувашская АССР, Вотская и Марийская автономные области и 7 округов:
- Арзамасский,
- Вятский,
- Котельнический,
- Муромский,
- Нижегородский,
- Нолинский,
- Шарьинский.

## Награды
- Орден Ленина (1934)[4].

## Руководство
- август 1924 — 20 февраля 1934—Жданов Андрей Александрович— 1-й секретарь Нижегородского (Горьковского) крайкома ВКП(б) (с 10 августа 1929 года), с 1924 года — ответственный секретарь губернского комитета ВКП(б).
- С 21 февраля 1934 года по май 1937 года — Прамнэк Эдуард Карлович — 1-й секретарь Горьковского краевого — областного комитета партии.